# ジョージ・ヴェナブルズ＝ヴァーノン (第2代ヴァーノン男爵)

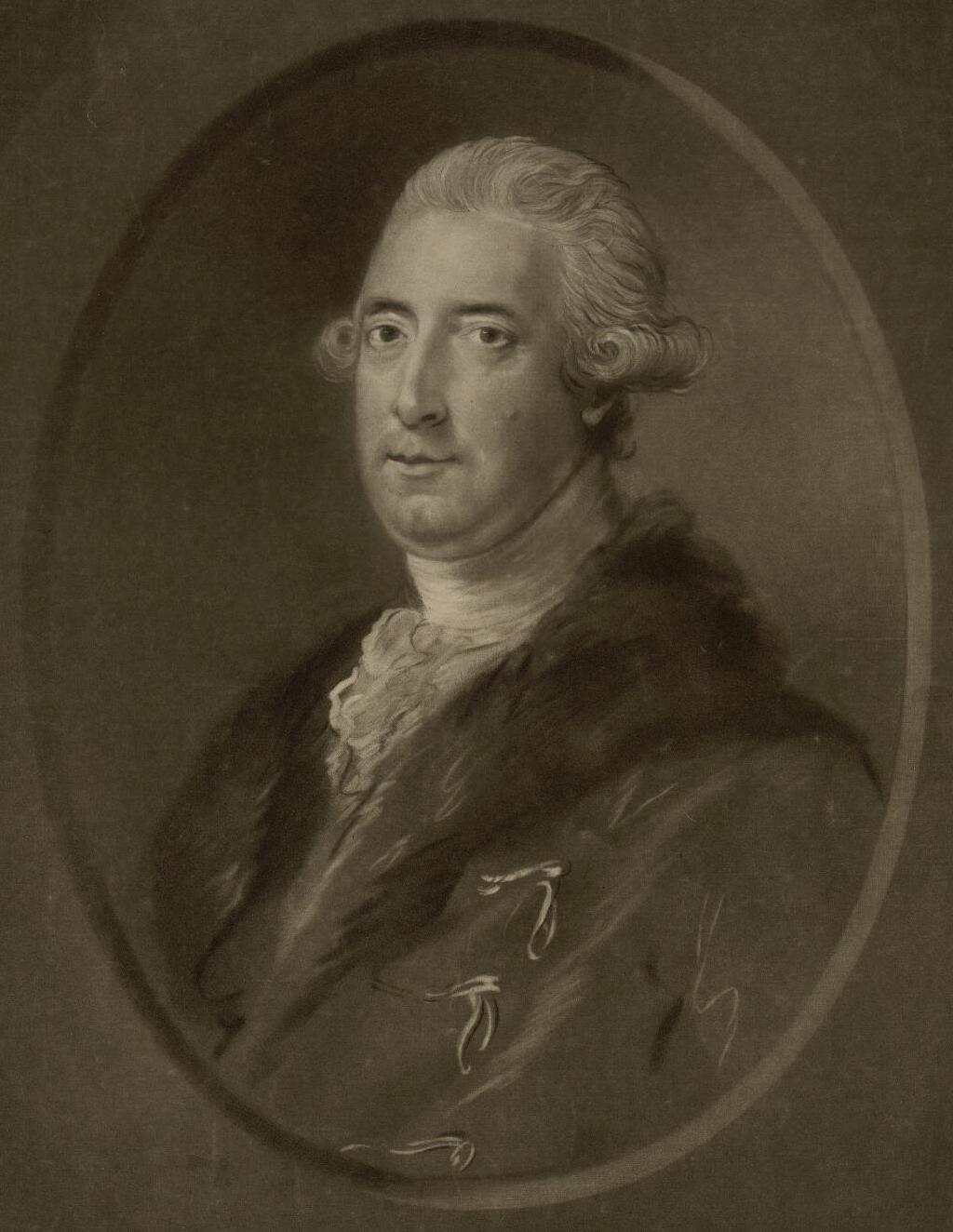
1780年ごろの肖像画

第2代ヴァーノン男爵ジョージ・ヴェナブルズ＝ヴァーノン（英語: George Venables-Vernon, 2nd Baron Vernon、1735年5月9日 – 1813年6月18日）は、イギリスの貴族、政治家。庶民院議員（在任：1757年 – 1761年、1762年 – 1780年）を務めた。

## 生涯
初代ヴァーノン男爵ジョージ・ヴェナブルズ＝ヴァーノンと1人目の妻メアリー（Mary、旧姓ハワード（Howard）、1710年4月26日ごろ – 1740年2月、第6代エフィンガムのハワード男爵トマス・ハワードの次女）の息子として、1735年5月9日にセント・ジェームズ・ウェストミンスターで生まれた。1742年から1745年までウェストミンスター・スクールで教育を受けた後、1753年1月12日にケンブリッジ大学トリニティ・ホールに入学、1755年にM.A.の学位を修得した。
1757年12月、ウェオブリー選挙区の補欠選挙に出馬して当選した。ウェオブリーはウェイマス子爵家の懐中選挙区であり、ヴェナブルズ＝ヴァーノンは遠戚にあたる第3代ウェイマス子爵トマス・シンの支持を受けて当選した。1761年イギリス総選挙で出馬せず、庶民院議員を退任した。
1762年にダービー選挙区の現職議員だった父が叙爵され、ウィリアム・フィッツハーバート（William Fitzherbert）がブランバー選挙区の議席を辞してダービーの補欠選挙に出馬すると、ヴェナブルズ＝ヴァーノンは同年5月にブランバーの補欠選挙に出馬して当選した。議会では1762年12月に七年戦争の予備講和条約に反対、1763年11月にジョン・ウィルクスの逮捕をめぐり野党に同調して投票、1767年2月に土地税法案に反対票を投じた。
1人目の妻との結婚（1757年）でグラモーガンに広大な領地を継承したため、1767年末のグラモーガンシャー選挙区の補欠選挙に出馬しようとした。ヴェナブルズ＝ヴァーノンは第5代ボーフォート公爵ヘンリー・サマセット、第5代準男爵サー・チャールズ・タイント、初代ニューカッスル公爵トマス・ペラム＝ホリスなどトーリー党、ホイッグ党の両方から支持されたが、議員辞任のための官職就任を拒否され、補欠選挙には立候補できなかった。その後、ヴェナブルズ＝ヴァーノンは1768年と1774年の総選挙でグラモーガンシャーから出馬して、無投票で当選した。1769年にウィルクスの議会追放に賛成したが、ミドルセックス選挙事件では野党に同調した。ノース内閣期の1771年/1772年ごろに与党に転じたが、アメリカ独立戦争が勃発すると野党に戻り、1780年に議員を退任するまで野党にとどまった。1780年8月21日に父が死去すると、ヴァーノン男爵位を継承した。庶民院で演説した記録は1769年5月の1回だけだった。
1813年6月18日にロンドンのパーク・プレイス（Park Place）で死去、弟ヘンリーが爵位を継承した。

## 家族
1757年7月16日、ルイーザ・バーバラ・マンセル（Louisa Barbara Mansell、1733年2月2日 – 1786年2月16日、第4代マンセル男爵ビュシー・マンセルの娘）と結婚、2男2女をもうけた。
- ジョージ（1761年11月19日 – ?） - 夭折[1]
- シャーロット - 夭折[1]
- ジョージ - 夭折[1]
- ルイーザ・バーバリナ（Louisa Barbarina、1765年6月18日 – 1786年） - 生涯未婚[1]

1787年5月25日、ジェーン・ジョージアナ・フォーキア（Jane Georgiana Fauqier、1823年5月31日没、ウィリアム・フォーキアの娘）と再婚、2女をもうけた。
- ジョージアナ（1788年1月9日 – 1824年9月30日） - 1809年9月19日、第3代サフィールド男爵エドワード・ハーボード（英語版）（1781年11月10日 – 1835年7月6日）と結婚、子供あり[6][7]